# راشيل لي كوك
راشيل لي كوك (بالإنجليزية: Rachael Leigh Cook)‏ مواليد 4 أكتوبر 1979 في منيابولس، الولايات المتحدة، هي ممثلة أمريكية بدأت مسيرتها الفنية عام 1995.

## الأعمال
- 2003: سكورشيد
- 2005: لاس فيغاس
- 2008: شبح هامس
- 2008–2010: سايك
- 2005: ياكوزا (الدور: رينا (صوتي))

## وصلات خارجية
- راشيل لي كوك على موقع IMDb (الإنجليزية)
- راشيل لي كوك على موقع روتن توميتوز (الإنجليزية)
- راشيل لي كوك على موقع ألو سيني (الفرنسية)
- راشيل لي كوك على موقع ميوزك برينز (الإنجليزية)
- راشيل لي كوك على موقع تيرنر كلاسيك موفيز (الإنجليزية)
- راشيل لي كوك على موقع أول موفي (الإنجليزية)
- راشيل لي كوك على موقع قاعدة بيانات الأفلام السويدية (السويدية)
- راشيل لي كوك على موقع قاعدة بيانات الأفلام السويدية (السويدية)
- راشيل لي كوك على موقع إن إن دي بي (الإنجليزية)
- راشيل لي كوك على موقع ديسكوغز (الإنجليزية)